# Schöne Wissenschaften
Schöne Wissenschaften ist die deutsche Wortfügung des mittleren 18. Jahrhunderts für die „belles lettres“, den Bereich, aus dem die heutige Belletristik hervorging. 
Das Begriffsfeld umfasste im mittleren und späten 18. Jahrhundert alle Bildungsgegenstände, die nicht Wissenschaft („Literatur“, die „lettres“) im engeren Sinne waren, sondern eher mit Geschmack und Verständnis der darin liegenden „Kunst“ menschlicher Erfindung genossen und gewürdigt werden wollten. 
Das Wort löste im mittleren 18. Jahrhundert das Wort „galante Wissenschaften“ ab, das im späten 17. und frühen 18. Jahrhundert als die erste deutsche Übersetzung für die „belles lettres“ aufgekommen war. Später sprach man von „schöner Literatur“, mit dem jedoch bereits eine begriffliche Verengung auf die Nationalliteratur an Dramen, Gedichten und Romanen stattfand. Die begriffliche Fügung verlor in diesem Prozess an Bedeutung.